# Schermbeck
Schermbeck (Nederlands (verouderd): Schermbeek) is een plaats en gemeente in het Rijnland en het Ruhrgebied in Duitsland en telt 13.541 inwoners (31 december 2020) op een oppervlakte van 110,73 km².
Schermbeck hoort bij Kreis Wesel. In het dorp Schermbeck was vroeger een lutherse meerderheid. Ten westen van het dorp Schermbeck is de grens van het Westfaalse en het Kleverlands dialect.
Schermbeck hoort bij de Euregio Rijn-Waal.

## Foto's

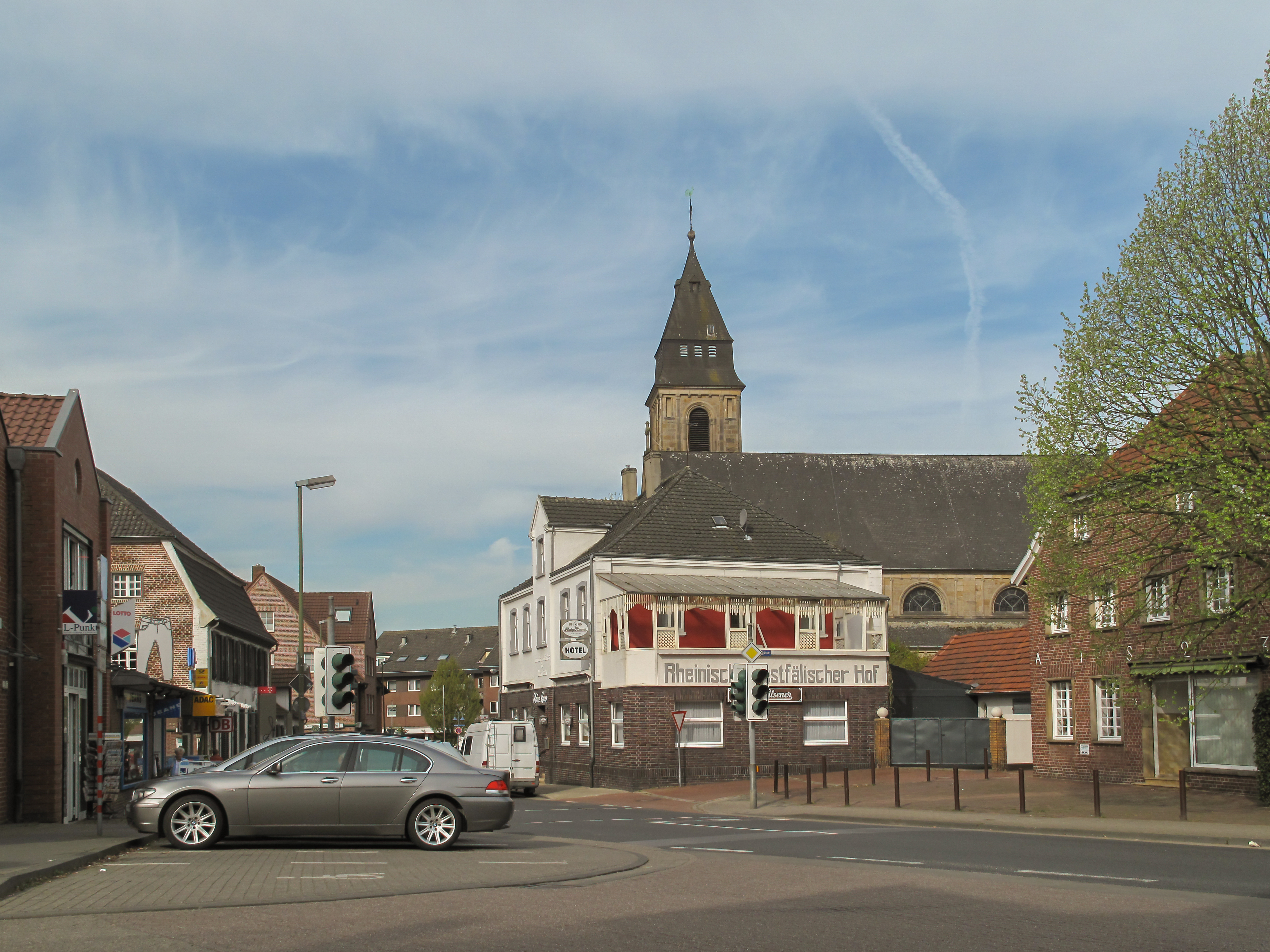
Schermbeck, straatzicht met kerk
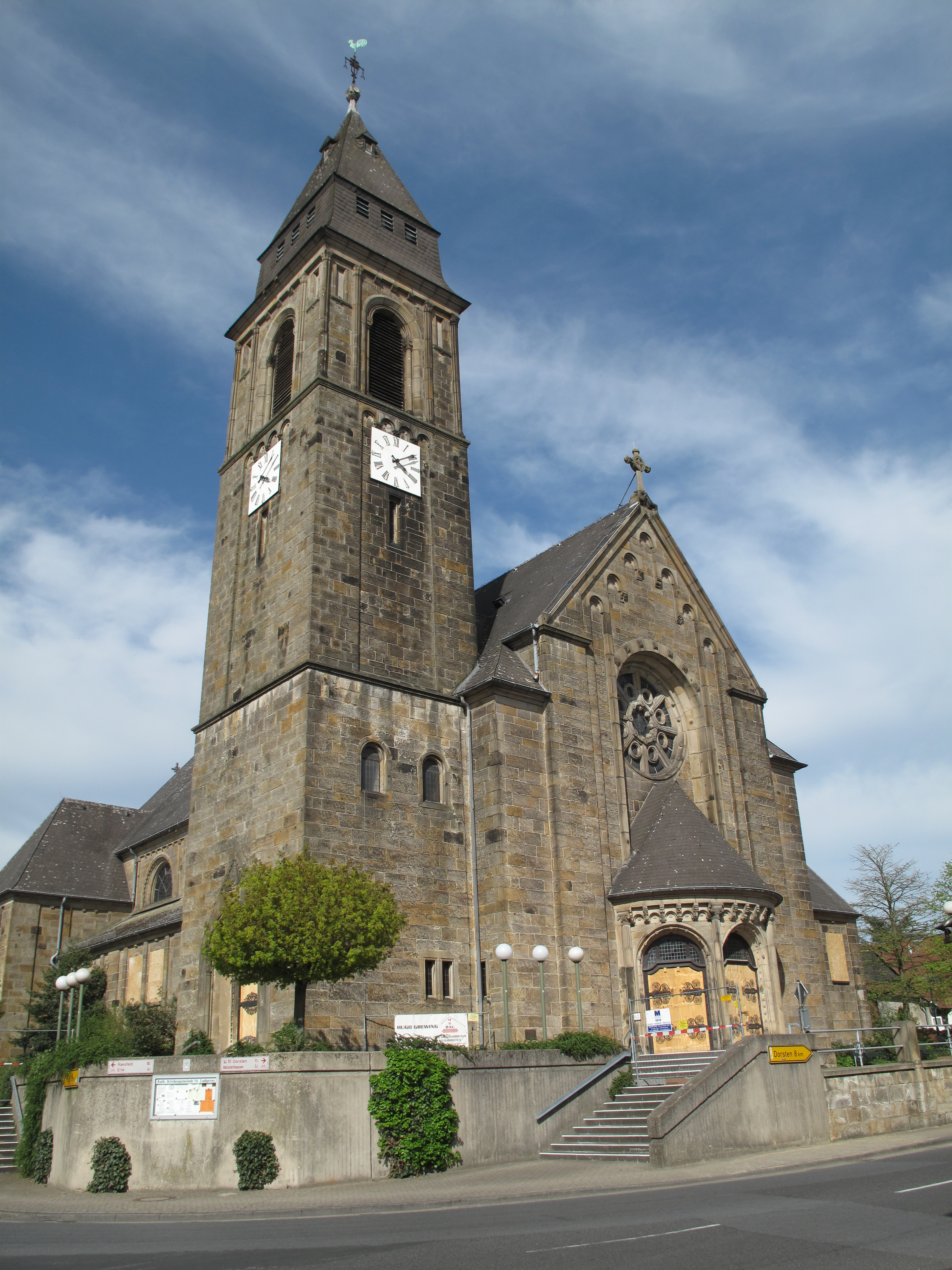
Schermbeck, kerk: die Sankt Ludgeruskirche
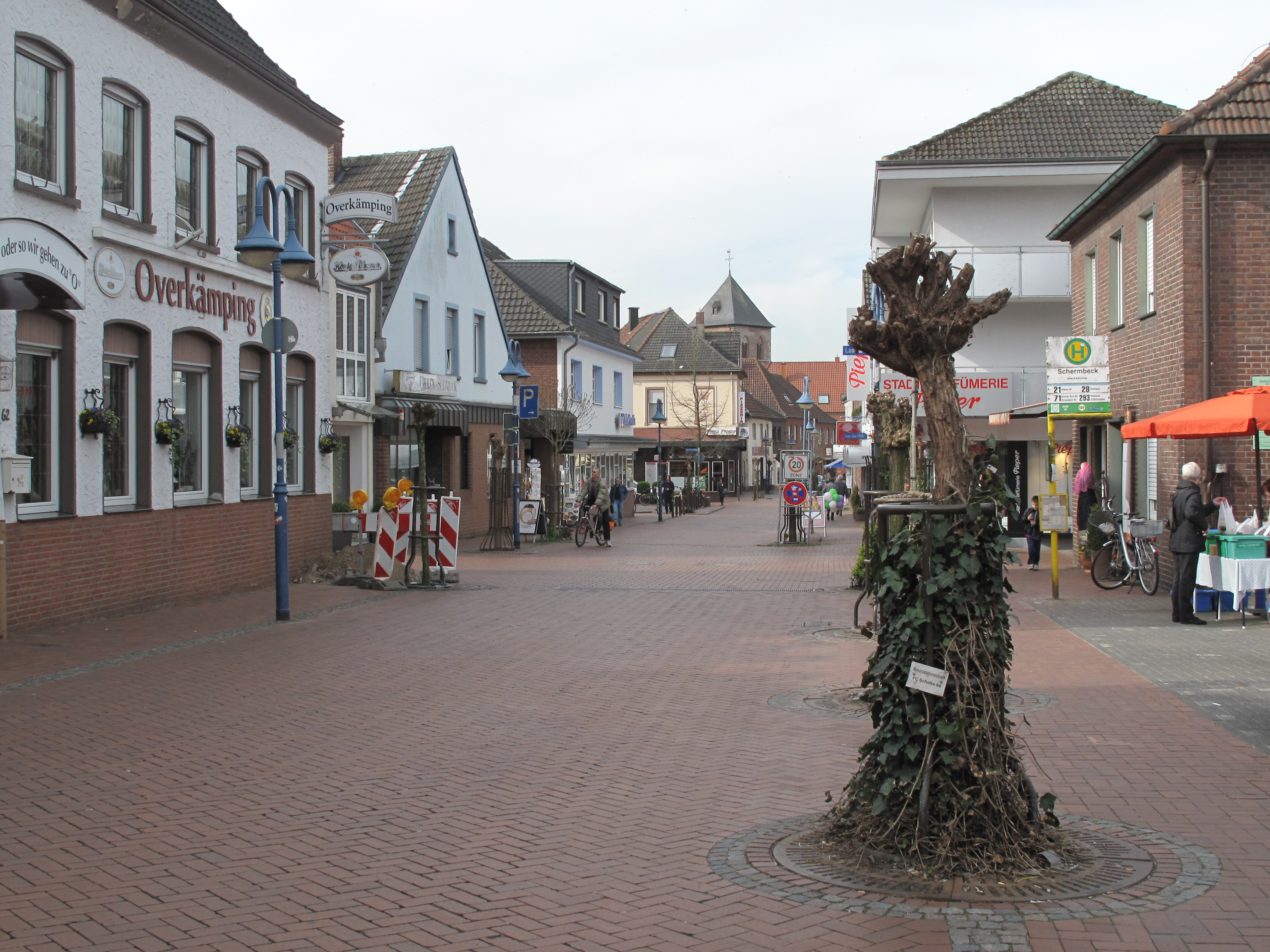
Schermbeck, straatzicht
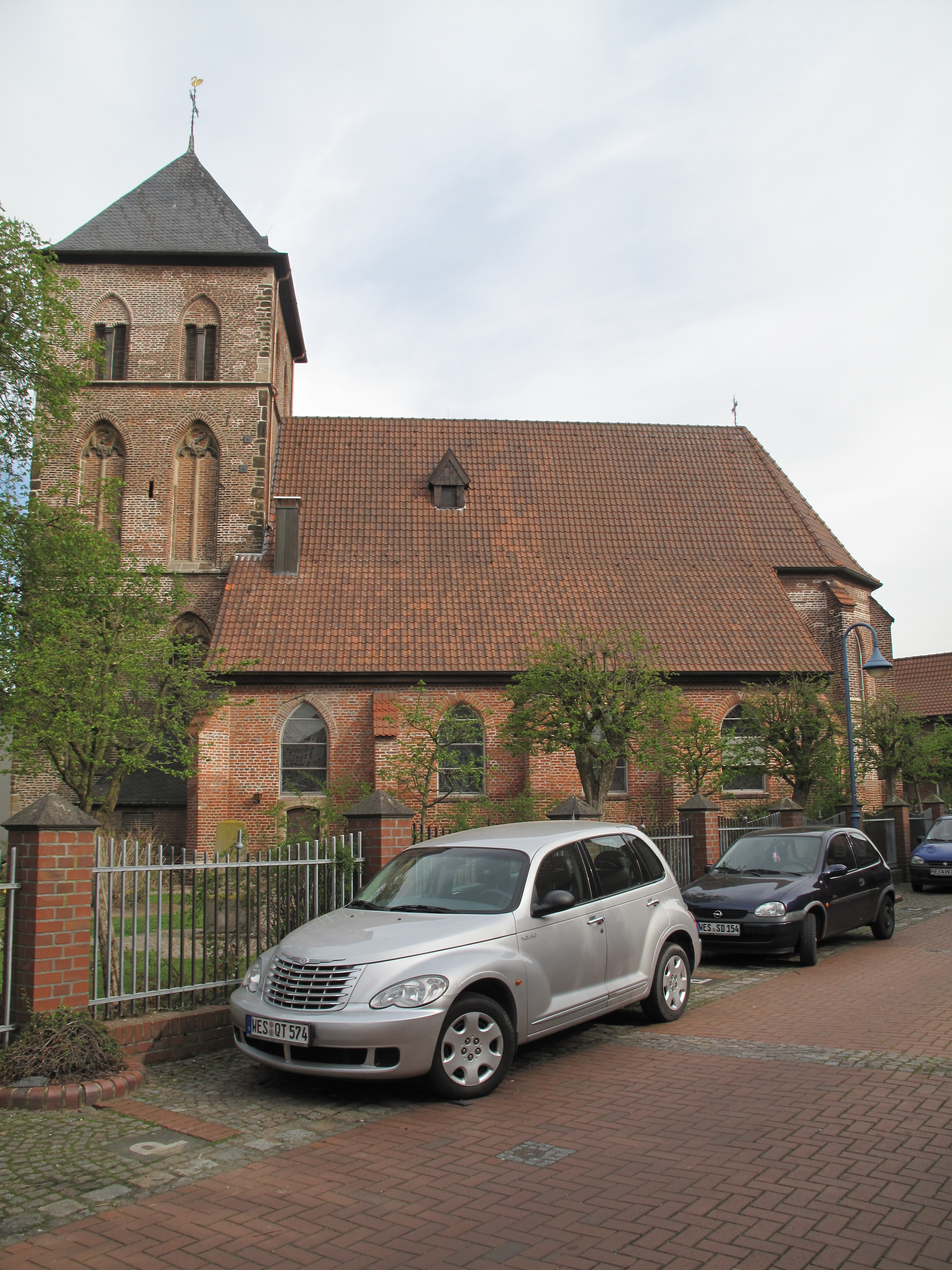
Schermbeck, kerk: die Sankt Georg Kirche

- Gemeinsame Normdatei: 4105893-8

Alpen · Dinslaken · Hamminkeln · Hünxe · Kamp-Lintfort · Moers · Neukirchen-Vluyn · Rheinberg · Schermbeck · Sonsbeck · Voerde · Wezel · Xanten